# Громадянська війна в Домініканський Республіці
Громадянська війна в Домініканський Республіці (ісп. Guerra Civil Dominicana) (24 квітня — 3 вересня 1965) — громадянський конфлікт, який розпочався з повалення чинного тоді президента Дональда Рейда Кабраля прихильниками колишнього президента Хуана Боша з-поміж військових і цивільних. Переворот спонукав генерала Еліаса Весіна-і-Весіна організувати збройні формування, лояльні до президента Рейда (лоялісти), і розпочати військову кампанію проти повстанців — «конституціоналістів». Звинувачення в іноземній підтримці повстанців призвели до втручання США у конфлікт.

## Передісторія

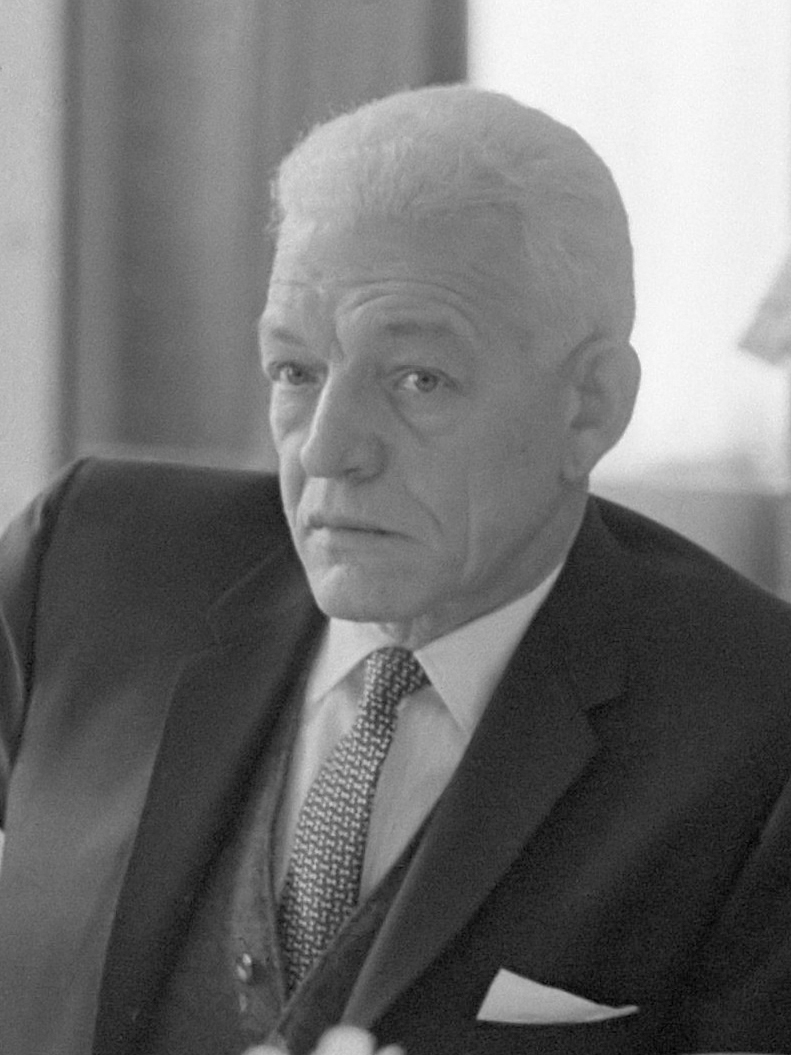
Війська конституціоналістів намагались повернути до влади поваленого президента Хуана Єміліо Боша Гавіньо.

19 листопада 1911 року генерал Луїс Техера на чолі групи змовників влаштував засідку на екіпаж президента Домініканської Республіки Рамона Касереса. Під час перестрілки Касереса було вбито, а Техера поранено в ногу. У період безвладдя генерал Альфредо Вікторія, командувач армією, захопив владу і змусив домініканський Конгрес обрати його дядька, Еладіо Вікторію, новим президентом. Генерала підозрювали в підкупі конгресменів, а його дядько, який обійняв посаду з 27 лютого 1912 року, не мав легітимності. Колишній президент Орасіо Васкес невдовзі повернувся із заслання, щоб очолити своїх прихильників, горацистів, у народному повстанні проти нового уряду.
Результатом стали кілька років політичної нестабільності та громадянської війни. Підсумками американського посередництва адміністрацій Вільяма Говарда Тафта та Вудро Вільсона ставали лише короткочасні перерви цих конфліктах. Політичний глухий кут у 1914 році був подоланий після ультиматуму Вільсона, який заявив домініканцям, що, якщо вони не оберуть президента, вони побачать, як США нав'яжуть його ним. Було обрано тимчасового президента, а пізніше того ж року в ході щодо вільних виборів до влади повернувся колишній президент, який правив з 1899 по 1902 рік, Хуан Ісідро Хіменес Перейра. Щоб досягти більшої підтримки уряду, Хіменес призначив до свого кабінету представників опозиції. Однак, це не принесло миру, оскільки його колишній військовий міністр Десідеріо Аріас мав намір повалити його і, незважаючи на пропозицію США військової допомоги проти Аріаса, Хіменес пішов у відставку 7 травня 1916 року.

## Громадянська війна

### Квітнева революція
24 квітня 1965 року троє молодших офіцерів попросили про зустріч із президентом Дональдом Рейдом Кабралем, який відправив начальника штабу Рів'єру Куесту для переговорів з офіцерами до військового табору «16 серпня». Останній був негайно затриманий. Потім група військових з числа конституціоналістів та прихильників Домініканської революційної партії (ДРП) захопила будівлю Радіо Санто-Домінго і почала закликати до заколоту, тоді як офіцери-конституціоналісти роздавали зброю та пляшки з запальною сумішшю своїм прихильникам із числа цивільних. Ці повідомлення спонукали гарнізон військового табору «27 лютого» та частину водолазів Домініканського флоту дезертирувати. Багато поліцейських залишили свої посади і змінили свою форму на цивільний одяг.
Наступного дня Рейд призначив генерала Весена і Весену новим начальником штабу. Той зібрав урядові війська, назвав їх лоялістами та оголосив про свої плани придушення повстання. О 10:30 ранку повстанці взяли штурмом президентський палац та заарештували Рейда. Через кілька годин чотири літаки лоялістів «P-51 Mustang» провели повітряні бомбардування Національного палацу та інших позицій конституціоналістів, один літак був збитий під час цієї атаки. Єдиний корабель лоялістів «Mella», який стояв на річці Осама, також обстріляв палац. Побоюючись, що натовп, що зібрався у палаці, лінчує Рейда, командир повстанців Франсіско Кааманьо дозволив йому втекти, оскільки Рейд втратив підтримку лоялістів. Більшість керівництва ДРП бігло зі столиці, а конституціоналісти мобілізували та озброїли загалом 5000 цивільних осіб та 1500 військовослужбовців. 26 квітня Хосе Рафаеля Моліна Уренья був оголошений тимчасовим президентом, водночас великі натовпи людей зібралися на вулицях, щоб вимагати повернення з заслання Боша.

### Інтервенція США
Тим часом американські дипломати в Санто-Домінго розпочали підготовку до евакуації 3500 громадян США. Рано-вранці 27 квітня 1176 іноземних цивільних осіб, що зібралися в готелі «Embajador», були доставлені повітрям на військово-морський об'єкт у Бахос-де-Айні, де вони піднялися на борт кораблів «USS Ruchamkin» і «USS Wood County», а також вертольотів VMM-264, які евакуювали їх з острова на авіаносець «USS Boxer» та «USS Raleigh», пізніше того ж дня 1500 лоялістів за підтримки бронетехніки та танків, виступивши з авіабази Сан-Ісідро, захопили міст Дуарте та зайняли позиції на західному березі річки Осама. Другий загін, що складався з 700 солдатів, залишивши Сан-Крістобаль, атакував західні передмістя Санто-Домінго. Заколотники захопили штаб-квартиру поліції у Форталеса-Осамі та взяли в полон 700 людей. 28 квітня озброєні цивільні особи напали на поліцейську дільницю у Вільє-Консуело і стратили всіх поліцейських, які вижили в першій сутичці. Один батальйон морської піхоти США висадився в Айні, а потім був перекинутий в готель Embajador, де надавав допомогу в майбутніх повітряних перевезеннях. Вночі, 684 цивільних було доставлено літаком «USS Boxer». Один американський морський піхотинець був убитий снайпером з-поміж повстанців під час цієї операції.
29 квітня посол США в Домініканській Республіці Вільям Теплі Беннетт, який направляв президенту США Ліндону Джонсону численні доповіді, повідомив, що ситуація досягла загрозливих для життя громадян США масштабів і що повстанці отримали іноземну підтримку. Беннетт підкреслив, що США мають діяти негайно, оскільки створення міжнародної коаліції вимагатиме багато часу. Всупереч пропозиціям своїх радників, Джонсон санкціонував трансформацію евакуаційних операцій на великомасштабну військову інтервенцію за допомогою операції «Power Pack», яка була спрямована на запобігання розвитку того, що він розглядав як другу Кубинську революцію.. Це була перша військова інтервенція США в країну Латинської Америки за 30 років

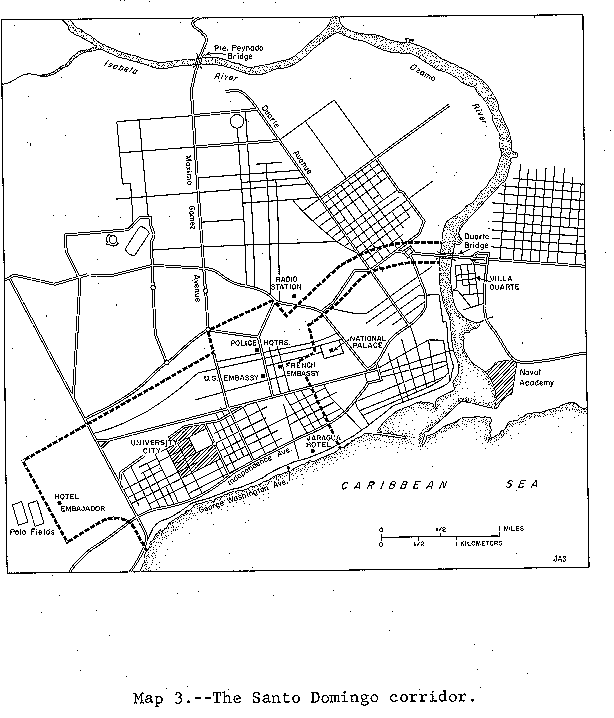
Мапа міжнародної безпекової зони

О 2:16 ранку 30 квітня 1965 року 3-я бригада 82-ї повітрянодесантної дивізії висадилася на авіабазі Сан-Ісідро і дала старт військовому втручанню США в конфлікт. Протягом наступних двох годин було також відправлено дві бригадні бойові групи та важку техніку. На світанку 1-й батальйон 508-го піхотного полку рушив вгору шосе Сан-Ісідоро, зайнявши позицію на схід від мосту Дуарте. 1-й батальйон 505-го піхотного полку залишився на авіабазі та виставив патрулі по периметру. Загін із 1700 морських піхотинців 6-го експедиційного корпусу морської піхоти зайняв район, де було кілька іноземних посольств. Організація американських держав (ОАД) оголосила цей район зоною міжнародної безпеки. Раніше того ж дня ОАД також ухвалила резолюцію, яка закликає воюючі сторони припинити всі бойові дії. О 16:30 представники лоялістів, повстанців та американських військових підписали угоду про припинення вогню, яка мала набути чинності о 23:45, що сприяло деморалізованим лоялістам, які втратили контроль над Колоніальним містом Санто-Домінго.
5 травня Комітет світу ОАД прибув до Санто-Домінго, і було підписано другу, більш ґрунтовну угоду про припинення вогню, яка поклала край основній фазі громадянської війни. Відповідно до Акту Санто-Домінго ОАД було доручено здійснювати нагляд за виконанням мирної угоди, а також розподіляти продовольство та медикаменти у столиці. Договори не змогли запобігти деяким інцидентам, таким як дрібні перестрілки та дії снайперів. На день пізніше члени ОАД сформували Міжамериканські миротворчі сили (IAPF) з метою виконання функцій миротворчого формування Домініканської Республіці. Ці сили налічували 1748 бразильських, парагвайських, нікарагських, коста-рікських, сальвадорських та гондураських військовослужбовців, якими командував бразильський генерал Уго Панаско Алвін, у той час як генерал армії США Брюс Палмер обіймав посаду його заступника.

### Вихід американських військ
26 травня американські війська почали поступово виводитися з острова. 15 червня конституціоналісти зробили другу та останню спробу розширити межі своєї підконтрольної території. У самій кровопролитній битві періоду інтервенції заколотники розпочали атаку на американські аванпости, використовуючи вогневу міць із застосуванням гранат із сльозогінним газом, кулеметів 50-го калібру, 20-мм гармат, мінометів, гранатометів, танків. 1-і батальйони 505-го та 508-го піхотних полків швидко перейшли у наступ. Два дні боїв коштували американцям п'ятьох убитих та 31 пораненого. Сили ОАД, що складалися з великої кількості бразильців і мали наказ залишатися на своїх позиціях, нарахували п'ятьох поранених у своїх лавах. Конституціоналісти заявили про 67 загиблих та 165 поранених.
Перші повоєнні вибори відбулися 1 липня 1966 року, на яких основними кандидатами були Хоакін Балагер (від Реформістської партії) і колишній президент Хуан Бош. Балагер основним питанням своєї передвиборчої кампанії зробив національне примирення і здобув перемогу на виборах. 21 вересня 1966 року з острова були виведені останні миротворці ОАД, що поклало край іноземному втручанню у конфлікт.